# 烈火青春 (小說)
《烈火青春》是台灣作家左晴雯的成名作，是少數純粹描述六個少年的友情和冒險經歷的言情小说。 《烈火青春》最初在1995年出版，是左晴雯作品《東邦烈傳系列》的前傳，主要描述東邦少年歲月，有時會有微量噯味情節。 寫法為「話題式小說」，每本小說有3至5個話題。不過這些雖是獨立短篇故事，但往往會和《東邦烈傳系列》和以後故事發展有關連。 情節緊湊扣人心弦。風摹萬千少女讀者。《烈火青春part 15》更是台北國際書展最暢銷的新書。

## 系列
| 書名             | 話題                                                                                 | 出版日期                                        |
| ---------------- | ------------------------------------------------------------------------------------ | ----------------------------------------------- |
| 烈火青春 part 1  | 那一串屬於年少輕狂的歲月/ 邂逅/KB大學/學生會/琉璃/貝多芬上校                         | . 禾馬文化. 1996年3月. ISBN 978-957-799-274-1.  |
| 烈火青春 part 2  | 那一串屬於年少輕狂的歲月(2)/ 賭城爭霸/雙重人格VS華島風雲/尾聲                        | . 禾馬文化. 1996年8月. ISBN 978-957-799-338-0.  |
| 烈火青春 part 3  | 那一串屬於年少輕狂的歲月(3)/無怨的青春/索羅茲島記趣/白宮歷險/尾聲                    | . 飛象文化. 1998年2月. ISBN 978-957-8448-89-6.  |
| 烈火青春 part 4  | 那一串屬於年少輕狂的歲月(4)/無怨的青春(2)/畢業旅行/背叛/尾聲                         | . 飛象文化. 1998年8月. ISBN 978-957-8308-46-6.  |
| 烈火青春 part 5  | 那一串屬於年少輕狂的歲月(5)/無怨的青春(3)/初識/王牌對王牌/势不两立/尾聲              | . 飛象文化. 1999年3月. ISBN 978-957-824-133-6.  |
| 烈火青春 part 6  | 那一串屬於年少輕狂的歲月（6）/初識(最終回)/探病趣聞/無怨的青春4/炎狼—因緣際會篇/尾聲 | . 飛象文化. 1999年7月. ISBN 978-957-482-014-6.  |
| 烈火青春 part 7  | 那一串屬於年少輕狂的歲月(7)/炎狼之高手過招 I/尾聲                                    | . 飛象文化. 2000年4月. ISBN 978-957-482-035-1.  |
| 烈火青春 part 8  | 那一串屬於年少輕狂的歲月(8)/ 高手過招Ⅱ/尾聲                                          | . 飛象文化. 2000年5月. ISBN 978-957-482-212-6.  |
| 烈火青春 part 9  | 那一串屬於年少輕狂的歲(9)/降龍記Ⅰ/ 棋逢敵手/無怨的青春(5) 尾 聲                      | . 飛象文化. 2001年7月. ISBN 978-957-482-309-3.  |
| 烈火青春 part 10 | 那一串屬於年少輕狂的歲月(10)/無怨的青春(6)/降龍記2 峰回路轉                          | . 飛象文化. 2001年7月. ISBN 978-957-482-783-1.  |
| 烈火青春 part 11 | 伏虎記1 笑探虎穴                                                                     | . 飛象文化. 2002年2月. ISBN 978-986-419-090-4.  |
| 烈火青春 part 12 | 伏虎記II 意外發展/無怨的青春(8)/後記                                                 | . 飛象文化. 2002年8月. ISBN 978-986-419-279-3.  |
| 烈火青春 part 13 | 那一串屬於年少輕狂的歲月(13)/伏虎記Ⅲ 最終回/無怨的青春(9)                            | . 飛象文化. 2002年8月. ISBN 978-986-419-280-9.  |
| 烈火青春 part 14 | 最愛/無怨的青春(10)/風雲                                                             | . 飛象文化. 2003年1月. ISBN 978-986-419-438-4.  |
| 烈火青春 part 15 | 最愛Ⅱ/無怨的青春(11)                                                                 | . 飛象文化. 2003年2月. ISBN 978-986-419-439-1.  |
| 烈火青春 part 16 | 露營記/生活記趣I「神算」雷君凡采購哲學/風雲II/無怨的青春(12)/ 通訊小窗               | . 飛象文化. 2003年7月. ISBN 978-986-419-604-3.  |
| 烈火青春 part 17 | 混血王子/無怨的青春(13)/生活記趣Ⅱ“神算”雷君凡采購哲學/ 風雲Ⅲ                         | . 飛象文化. 2003年10月. ISBN 978-986-419-730-9. |
| 烈火青春 part 18 | 大英嘻游記(混血王子Ⅱ)/ 風雲IV /同居樂/ 生活記趣III                                   | . 飛象文化. 2004年2月. ISBN 978-986-419-839-9.  |

自烈火青春 part 18在2004年出版以後，傳聞因作者手傷，故part 19出版計劃暫時擱置.

## 主要情節
六個十八歲的帥哥(安凱臣，展令揚，雷君凡 ，曲希瑞，向以農，南宮烈在美國紐約不打不相識後，察覺分外投緣，便展開同居生活和上同一所大學。慢慢察覺各自都是文武雙全，身懷絕技，系出名門和有著"怪胎"個性和行為。 六個來自東方的天巳驕子被其它人稱為東邦，怪胎之間的相處和冒險經歷成為故事主線.. 不過預料作者為了和東邦烈傳呼應，結局該是展令揚因特殊原因離開東邦，然後展開長達十年的失蹤。

## 主要人物

### 東邦
- - 曲希瑞（Daniel）：神醫，醫學天才，精通醫術，催眠和烹飪，喜歡是用手術刀當飛刀和用餐。是個混血兒王子。
  - 南宮烈（Allen）：神賭，天生第六感，能精確預測事情，在賭台戰無不勝，英俊風流，深受女性歡迎。特長是撲克牌當飛鏢，外祖父是美國石油大王。
  - 安凱臣（Cedric）：神槍手，天才武器發明家，能駕駛任何海陸空交通工具。能雙手開槍，不過雙重人格會在夏天發作。為威京集團的大公子。
  - 向以農（Victor）：神偷，擅長演戲，易容和"A"藝術品.外號快腳拳王，經常被展令揚的臉蛋吸引(而宜)，父親為歐洲航空業龍頭總裁。
  - 雷君凡（Roye）：神算，數學天才和有一目十行、過目不忘的能力，擅長投資"變錢"，精通各種武藝特別是點穴，歐洲金融世家最寵愛的孫子，滿清貴族的後裔。
  - 展令揚（Eric）:怪胎之最，電腦高手能侵入任何system，足智多謀是東邦首領，無論是生氣或打鬥也保持笑容，本身魅力經常令得男女老少為他"爭風吃醋"。有著謎一般的身世。